# 埃及现代史

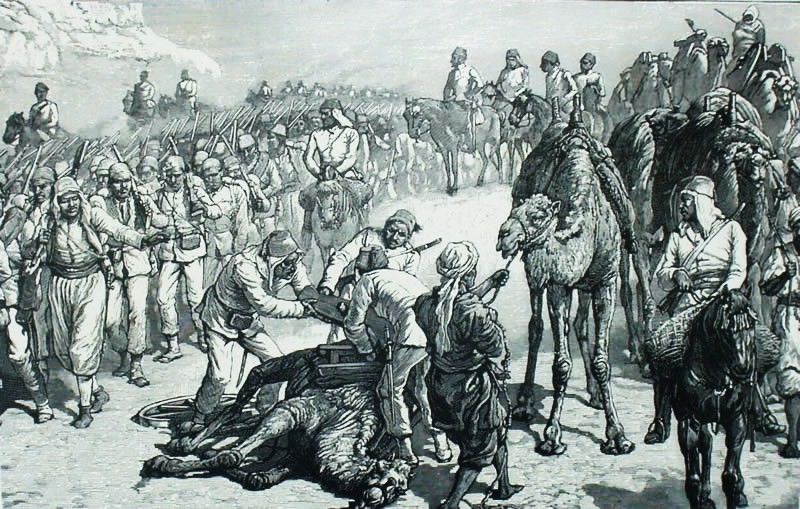
艾哈邁德·阿拉比的叛乱戰

埃及现代史，始于1882年英军出兵埃及，协助埃及苏丹特費克镇压艾哈邁德·阿拉比的叛乱，之后继续留在埃及，虽然那时埃及名义上还属于奥斯曼帝国，但是实际上被英国控制。1914年埃及正式沦为英国的被保护国。
1919年3月，扎格鲁尔等被英当局逮捕，激起民众起义，英释放被捕人员，并派出阿尔弗雷德·米尔纳为首的调查团，次年谈判后，扎格鲁尔提出埃及独立方案，英國拒绝；1921年扎格鲁尔等再次被捕，埃及民众又掀起抗议运动。
1922年，英國被迫承认埃及独立，但是英军继续留在埃及，直到1936年，英国与埃及签订《英埃同盟条约》，除苏伊士运河地区、亚历山大港之外，英军撤出埃及。1942年2月，英国与德国在北非战的战争处于胶着状态，局势极为危机。埃及国王法鲁克有意任命亲轴心国的首相，引发英方派兵包围法鲁克一世所在宫殿，英国驻埃及大使蓝浦生向法鲁克下达最后通牒，要求其任命亲英首相，否则将逼迫其退位，法鲁克被迫同意。
1952年7月22－23日爆发埃及七月革命，26日法鲁克一世国王被推翻，以其幼子继位，称福阿德二世，建立摄政会议，次年6月宣布成立共和国，废除君主制度。纳吉布为首任总统，1954年被迫辞职，由納賽爾继之至1970年去世。
1977年，薩達特與以色列總理比金、美國總統吉米·卡特簽署大衛營協定，終止以埃兩國間的戰鬥。1981年10月薩達特在閱兵典禮上遇刺身亡，副總統穆巴拉克繼任。
2011年1月25日起爆發反政府示威，穆巴拉克於2月11日辭職，將政權交給軍方，結束其長達30年的執政。2012年5、6月分別舉行有史以來第一次的總統民選，結果由穆罕默德·穆尔西當選，並於同年6月30日就任。2013年7月3日，穆罕默德·穆尔西被埃及軍方罷黜，埃及最高憲法法院院長阿德里·曼蘇爾隨後被軍方任命為代總統。2020年2月穆巴拉克病逝，享壽91歲。